# 柯氏濘齒鱂
柯氏濘齒鱂，為輻鰭魚綱鯉齒目鯉齒亞目谷鱂科的其中一種，為熱帶淡水魚，分布於中美洲墨西哥Tacambaro河流域，體長可達5.2公分，棲息在底中層水域，生活習性不明。

## 擴展閱讀
維基物種上的相關：柯氏濘齒鱂